# Paul Sédille
Paul Sédille (Parigi, 1836 – 1900) è stato un architetto francese.
Costruì molti edifici in cui mirò a conciliare lo stile accademico tradizionalista con le esigenze pratiche della vita moderna. Progettò inoltre case e palazzi privati, la basilica di Giovanna d'Arco a Domrémy, i grandi magazzini Printemps nel 1865 e disegnò modelli decorativi per la manifattura di Sèvres.

## Galleria d'immagini

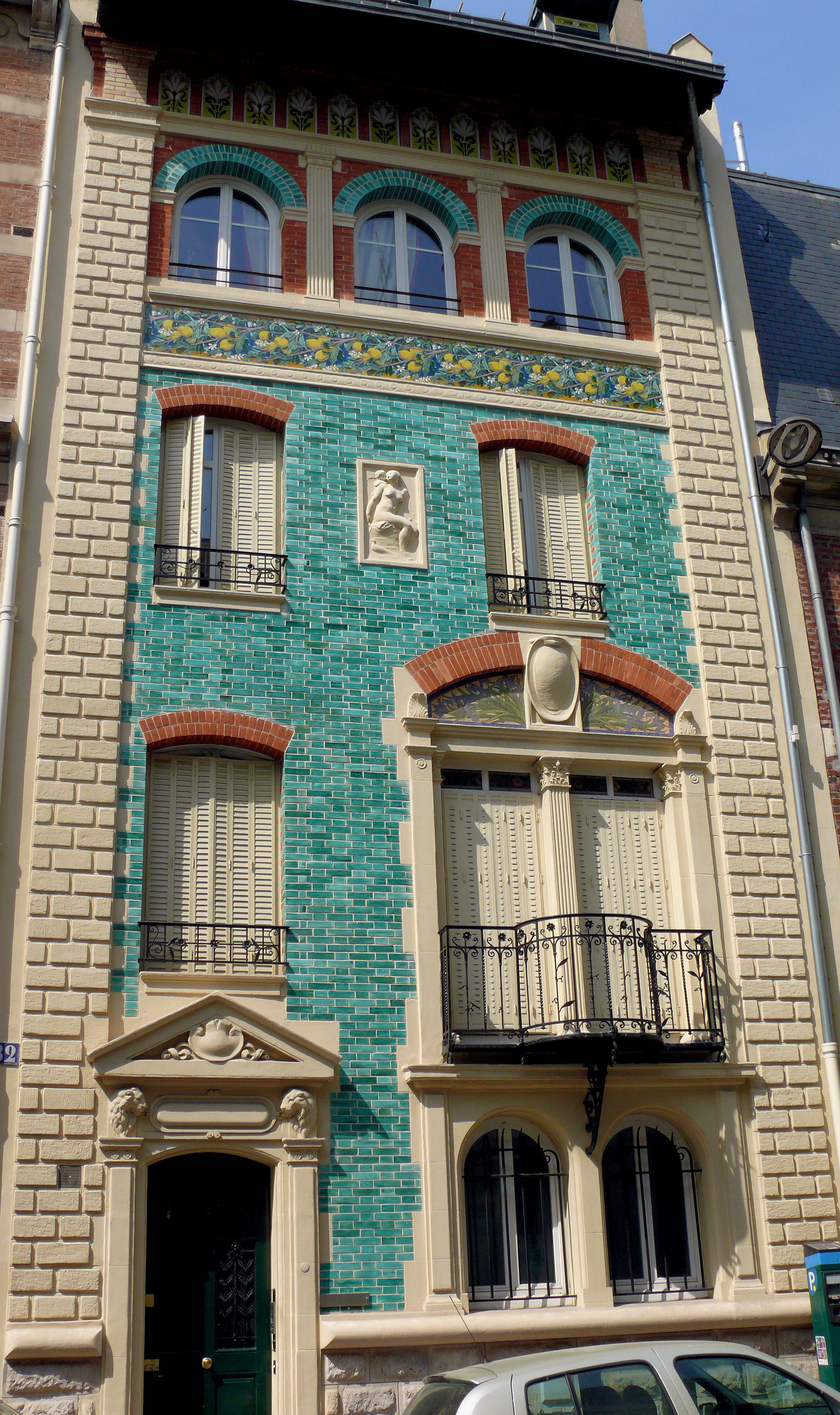
Hotel in rue Eugène Flachat a Parigi
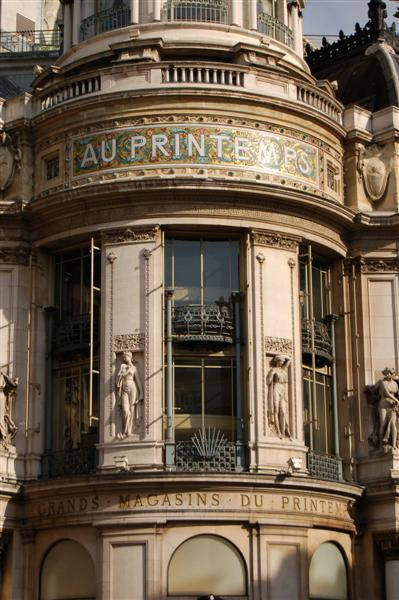
Negozio Printemps
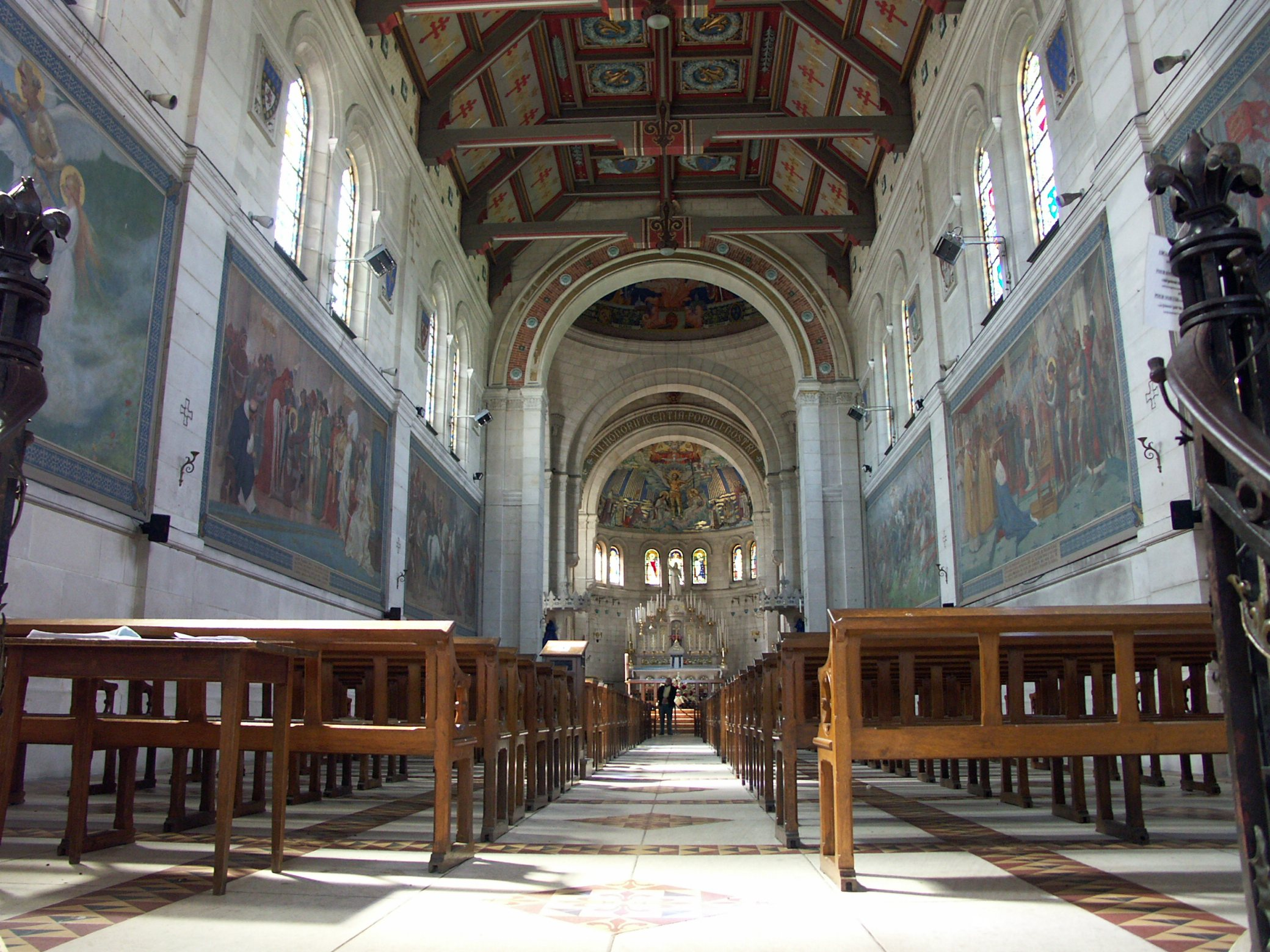
Basilica Domremy